# Култура Бугарске
Велики број древних цивилизација, укључујући Трачане, старе Грке, Римљане, Готе, Словене, Варјазе, а посебно Бугаре, оставило је свој траг у култури, историји и наслеђу Бугарске. Због овога бугарска нација има једно од најбогатијег народног наслеђа на свету. Трачки артефакти обухватају бројне гробнице и златне ризнице, а древни Бугари оставили су свој траг у музици и раној архитектури. Трачки ритуали, као што су зарезан, кукери и мартеница одржали су се до данашњих дана у оквиру модерне бугарске културе.
Најстарија ризница обрађеног злата на свету која датира из 5. миленијума пре нове ере потиче из Варнанске некрополе, која је смештена на територији Бугарске.
Током већег дела средњег века, Бугарска је функционисала као средиште словенске Европе, вршећи тако значајан књижевни и културни утицај над православним словенским светом посредством Преславске и Охридске књижевне школе.
Бугарски допринос човечанству настављен је током 19. и 20. века, са појединцима попут Џона Атанасова - држављанина Сједињених Држава бугарског и британског порекла, који се сматра једним од оснивача дигиталног рачунарства. Велики број познатих оперских певача, попут Николаја Ђаурова, Бориса Христова, Рајне Кабаиванске, Гене Димитрове, Ане Томове-Синтове и Веселине Кацарове, пијаниста (Алексис Вајсенберг) и успешних уметника, као што су Христо и Жан Клод, Жул Паскин и Владимир Димитров, популаризовали су бугарску културу у иностранству.

## Музика
Бугарска има дугогодишњу музичку традицију чији музички историчари сежу до раног средњег века. Један од најранијих музичара средњовековне Европе био је Јан Кукузел (око 1280—1360) постао је познат по свом раду Полијелеј бугарске жене. До данас је преживело око 90 његових дела. Кукузел је такође реформисао и византијски музички систем писања, а био је познат и као певач анђеоског гласа, због својих вокалних способности.
Традиција црквеног певања у Бугарској стара је више од хиљаду година. У Бугарској су била негована два начина певања - источно монодијско (једногласно) певање и полифонијско (хорско) певање. Источно монодијско певање наставило је традицију грчке и византијске музике, као и захтеве осмогласног полифонијског канона источне православне цркве. Друга традиција је хорска црквена музика, успостављена током 19. века, када је до Бугарске дошао утицај руске полифоне хорске музике. Многи бугарски композитори (Добри Христов, Петар Динев,...) стварали су своје радове у духу руске полифоније. Данас је православна музика жива и врши се и за време црквених богослужења, али и на концертима световних хорова и певача на чијем се репертоару стално налази православна музика. Познати световни извођачи православне музике су Хор Јана Кукузела, Хор софијских дечака, Мадригал Софија хор, Софијски православни хор, Софијски свештенички хор и други, а међу певачима треба издвојити Бориса Христова и Николу Гјузелева.
Карактеристичан звук бугарске народне музике долази делом од асиметричних ритмова, хармоније и полифоније. Овакви ритмови, који се називају асиметрични тактови или асиметрични ритмови уведени су од стране музиколога 1886. године када је наставник музичког васпитања Анастас Стојан објавио бугарске народне мелодије први пут. Примери оваквих ритмова су 5/8, 7/8, 8/8, 9/8 и 11/8, или композитни попут (5+7)/8, (15+14)/8 и (9+5)/16. Свака област у Бугарској има своју карактеристичну музику и стил игре. Бугарска народна музика инспирисала је уметнике попут Кејт Буш и Џорџа Харисона. Међу певачима народне музике треба издвојити Веселина Џигова који је певао песме карактеристичне за околину Родопа.